# Stelle filanti (singolo)
Stelle filanti è un singolo del cantautore italiano Gazzelle, pubblicato il 7 luglio 2017 e successivamente inserito nella versione deluxe Megasuperbattito.

## Descrizione
Il brano è stato prodotto e missato da Federico Nardelli, e successivamente masterizzato da Riccardo Parenti.

## Formati
Il brano, oltre che in formato digitale, è stato distribuito in vinile nell'EP Plastica, in cui è contenuto anche il brano Sayonara.

## Video musicale
Il videoclip, diretto da Daniel Bedusa e Danilo Bubani, è stato girato a Roma e ha per protagonisti lo stesso Gazzelle, che si aggira per le strade a bordo di un monopattino, e un ragazzo di colore che canta il brano, interpretato da Jean-Baptiste Shamuana.

## Tracce
1. Stelle filanti – 3:05